# Jaleo (cante)

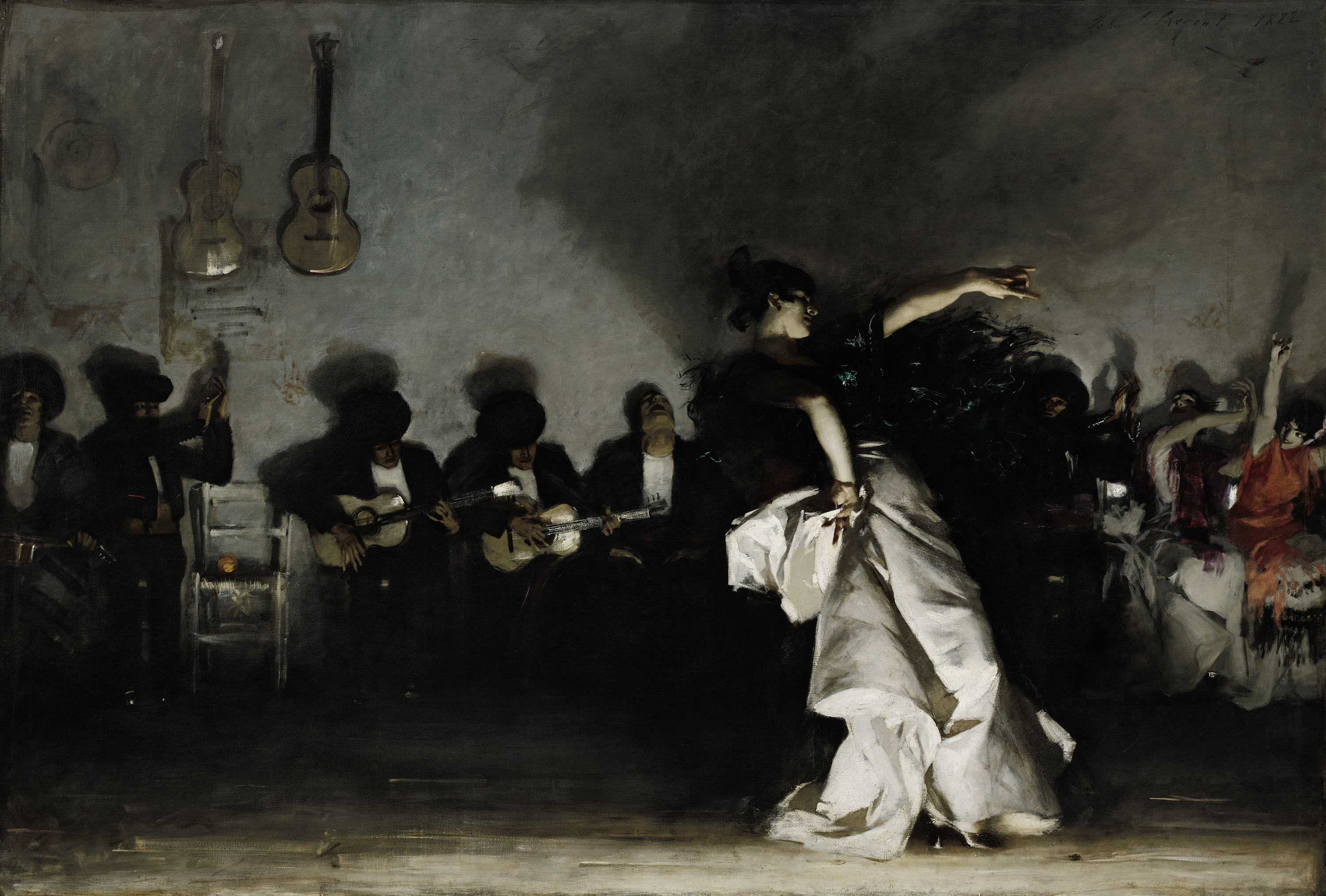
El Jaleo, John Singer Sargent, 1882.

El jaleo es un cante popular andaluz y un palo flamenco cultivado también en Extremadura. 
Su compás es de 3/4, como ocurre en el fandango, aunque su mayor viveza acerca más el jaleo a la bulería, cante en cuya configuración ha influido mucho.